# معدن ارزبرگ
معدن ارزبرگ (انگلیسی: Erzberg mine) یک معدن روباز بزرگ است که در آیزنرز, اشتایرمارک، در بخش مرکزی-غربی اتریش، ۶۰ کیلومتری شمال غربی گراتس و ۲۶۰ کیلومتری جنوب غربی پایتخت، وین واقع شده‌است. ارزبرگ بزرگترین ذخایر سنگ آهن در اتریش را با ذخایر ۲۳۵ میلیون تنی سنگ آهن نشان می‌دهد.این معدن سالانه حدود ۲۱۵۳۰۰۰ تن سنگ آهن تولید می‌کند.